# Salvatore Dal Negro
Salvatore Dal Negro (* 12. November 1768 in Venedig; † 31. Januar 1839 in Padua) war ein italienischer Geistlicher und Physiker. Er stammte aus einfachen Verhältnissen und studierte Theologie am Patriarchalseminar in Murano. 1791 wurde er zum Priester geweiht und ging nach Padua, um dort Jurisprudenz zu studieren. Zwar schloss er das Studium mit der Laurea in utroque iure 1796 ab, seine Interessen hatten sich jedoch inzwischen der Physik zugewandt, die er neben seinem Jurastudium bei dem Experimentalphysiker Simone Stratico hörte. Er war Mitarbeiter bei Stratico, auch wenn er kurzzeitig nach der Laurea Philosophie unterrichtete. Nach dem erzwungenen Ausscheiden Straticos war er zunächst Assistent, dann Lehrbeauftragter für Experimentalphysik und von 1803 bis 1805 auch für Geometrie an der Universität Padua.
1806 ernannte ihn die napoleonische Regierung zum Professor für Mechanik und experimentelle Physik, 1817 wurde die Ernennung vom österreichischen Kaiser bestätigt. Dal Negro interessierte sich für elektrische und elektromechanische Phänomene. Ab 1831 experimentierte er mit Elektromagneten und ab 1832 mit Batterie-elektrischen Lokomotiven. Er baute einen Elektromotor, der 180 Gramm in einer Minute um einen Meter heben konnte. (In dieser Zeit konstruierte Hippolyte Pixii auch seinen Wechselstromgenerator.)
Dal Negro erfand auch 1809 das Oligochronometer, ein Instrument, mit dem man kleinste Bruchteile der Zeit genau messen kann.
Seit 1794 war er Mitglied der Akademie von Padua, 1835 wurde er in die Accademia dei XL, damals in Modena, die heutige Accademia Nazionale delle Scienze, aufgenommen. Neben anderen gelehrten Gesellschaften gehörte er auch der Accademia Virgiliana in Mantua an. 1838 verlieh ihm Kaiser Ferdinand I. den Orden der Eisernen Krone.

## Veröffentlichungen

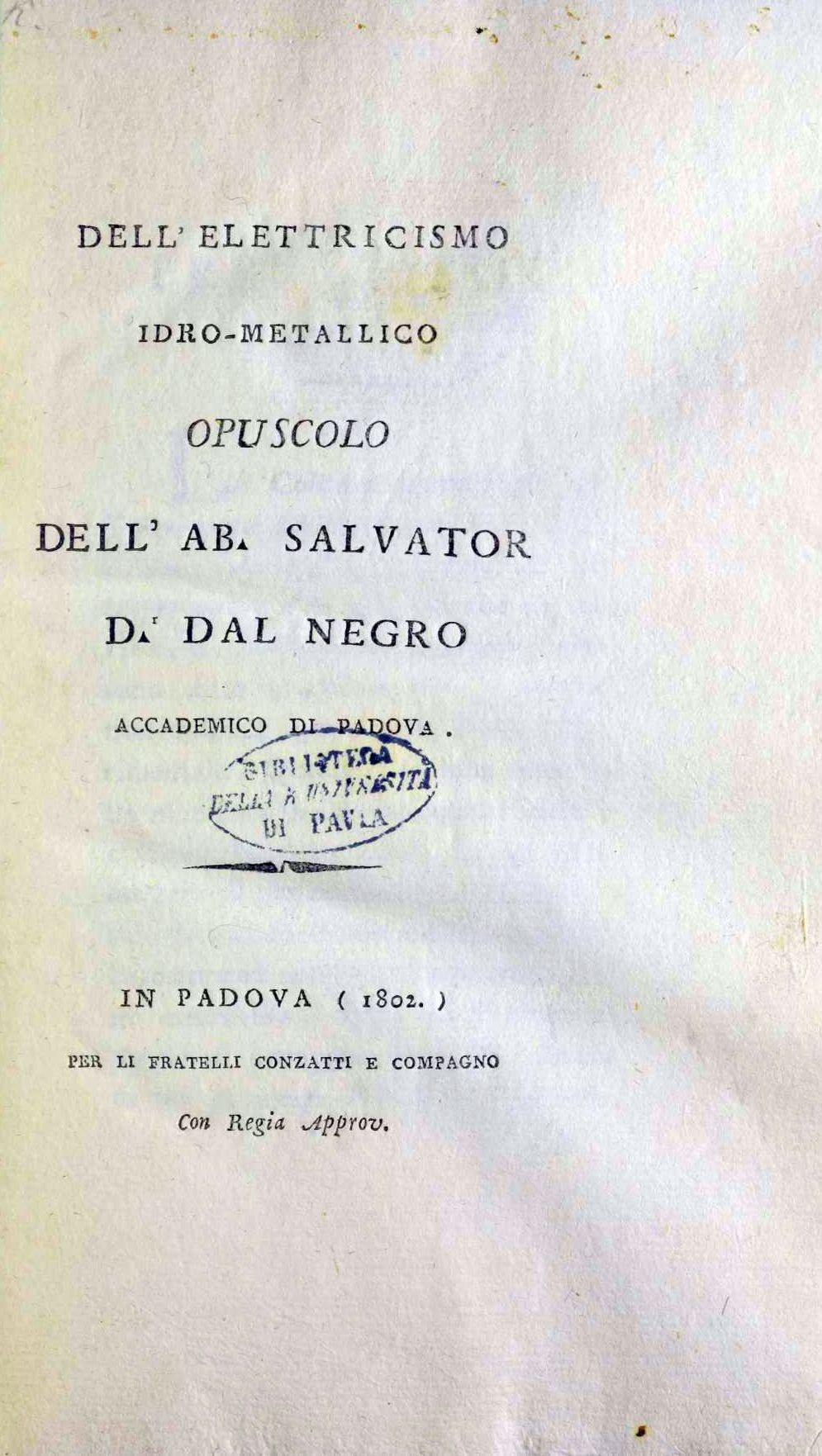
Dell'elettricismo idro-metallico, 1802

- Dell'elettricismo idro-metallico. fratelli Conzatti & compagno, Padova 1802 (italienisch, beic.it).
- Dell'elettricismo idro-metallico opuscolo II. fratelli Conzatti & compagno, Padova 1803 (italienisch, beic.it).
- Nuove esperienze ed osservazioni elettro-magnetiche; Padua, 1831
- New Experiments relative to the Action of Magnetism on Electro-dynamic Spirals, and a Description of a new Electromotive Battery; 1832
- Nouvelles Expériences relatives à l‘action du Magnétisme sur les spirales électro- dynamiques.
- Neue Versuche über die Wirkung des Elektromagnetismus …; (Online in Zeitschrift für Physik und verwandte Wissenschaften)
- Zweite Reihe von Versuchen zur Bestätigung der Wirkung des Umfangs bei den Metallplatten der voltaschen Kette; 1834
- Giovanni Colombini (Hrsg.): La fisica a Padova nell'800 : le opere di Salvatore Dal Negro nel campo dell'elettricità.  Geleitwort von Gian Antonio Salandin. Padua 1994